# Kira Rudyk
Kira Oleksandrivna Rudyk (in ucraino Кіра Олександрівна Рудик?; Užhorod, 14 ottobre 1985) è una politica e imprenditrice ucraina, vicepresidente del partito transnazionale europeo Allieanza dei Liberali e Democratici per l'Europa (ALDE) dal 4 giugno 2022,  deputata della Rada ucraina, capo del partito politico Holos. È molto favorevole ad una integrazione dell'Ucraina nell'Unione Europea e nella NATO.
Prima di iniziare la sua carriera politica, ha costruito una carriera di successo nei settori IT ucraino e americano. Ha creato la società Ring Ukraine, una filiale della startup americana Ring. Nel 2018, lei e i suoi partner hanno venduto l'azienda ad Amazon. È stata membro del consiglio della Camera di commercio americana in Ucraina e dell'Associazione IT dell'Ucraina.

## Biografia
Nata nell'ottobre 1985, a Užhorod, nell'allora Unione Sovietica. Sua madre è una ballerina e suo padre lavorava in una fabbrica a Užhorodpribor. Dopo il crollo dell'URSS con la chiusura dell'attività, suo padre è diventato un operatore e ha iniziato a filmare matrimoni mentre sua madre è partita per lavorare negli Stati Uniti. Successivamente, i suoi genitori divorziarono e Kira rimase con suo padre e sua nonna. Kira non ha più rivisto la madre sino all'età di 19 anni. Il padre di Kira è in pensione e vive a Užhorod. La madre è rimasta in America e vive a New York dove si è risposata.
Nel 2002 si è diplomata con medaglia d'oro alla scuola n. 1 di Užhorod con uno studio avanzato della lingua inglese. Mentre frequentava la scuola, ha partecipato alle Olimpiadi scolastiche di matematica, fisica, chimica, lingua ucraina e altre materie. Si è diplomata in una scuola di musica con due major: pianoforte e strumenti a percussione.
Nel 2008 ha conseguito un master presso l'Accademia Mogila di Kiev, discutendo la tesi sui sistemi automatizzati orientati agli agenti nei sistemi e nelle tecnologie di controllo.

## Carriera

### Attività imprenditoriale
Nel 2005, al terzo anno dell'Accademia Mogila di Kiev, Kira ha iniziato a lavorare nel campo IT presso Software MacKiev. Dal 2007 ha testato il software presso TAIN Ucraina. Ha lavorato come manager di diversi progetti IT, in particolare American MiMedia (2010–2013) e TechTeamLabs (2013–2016).
Dal 2016 è la direttrice operativa di Ring Ukraine. In 3 anni, sotto la guida di Kira Rudik, l'azienda ha aumentato il proprio personale in Ucraina da dieci a mille dipendenti con uffici in tre città. L'azienda è stata anche considerata l'ufficio di sviluppo più innovativo in Ucraina. Nel 2018, Ring è stato venduto ad Amazon per 1 miliardo di dollari, diventando così il secondo acquisto di asset più grande nella storia di Amazon.

### Attività politica
Nel 2019, Kira Rudik è stata eletta deputata della Verkhovna Rada della IX convocazione con il terzo numero nella lista elettorale del partito Holos. In parlamento, è diventata la prima vice capo della Verkhovna Rada of Ukraine Committee on Digital Transformation. È co-presidente del gruppo sulle relazioni interparlamentari con Singapore.
In qualità di membro del parlamento, continua a sostenere il settore IT e si oppone all'aumento delle tasse per i professionisti IT. Inoltre, è coautrice di numerosi disegni di legge  in materia di economia, protezione sociale, protezione degli animali. Il 12 dicembre 2019 Rudik è diventata co-presidente dell'associazione Humane Country, creata su iniziativa di UAnimals per proteggere gli animali dalla crudeltà.
L'11 marzo 2020, il congresso del partito Holos ha eletto Kira a capo del partito al posto di Svjatoslav Vakarčuk. Nel luglio 2020, Kira Rudik ha annunciato il passaggio del partito all'opposizione.  Nel giugno 2020 ha firmato una risoluzione per far dimettere Arsen Avakov dalla carica di ministro dell'Interno. Il 4 settembre 2020 la Federazione Russa ha incluso Rudik nell'elenco delle persone soggette a misure economiche speciali. Sotto la guida di Kira Rudik, il partito ha preso parte con successo alle elezioni locali del 2020, assicurando l'elezione di oltre 300 dei suoi rappresentanti nei consigli locali, tra cui Kiev, Leopoli, Rivne e altre 50 città e comunità. Più del 50% dei deputati eletti da Holos sono donne. Il partito è stato anche il primo partito ucraino a ricevere la piena adesione all'Alleanza dei Liberali e dei Democratici per l'Europa (ALDE).
Il 4 giugno 2022 è stata eletta vicepresidente dell'ALDE, per la prima volta nella storia tra paesi non membri dell'UE. In qualità di vicepresidente di ALDE, alla vigilia della decisione di concedere all'Ucraina lo status di candidato all'adesione all'UE, si è recata a Bruxelles, dove ha tenuto incontri politici a sostegno della storica decisione con i parlamentari europei.
Durante l'invasione russa del 2022, prende parte a lezioni di tiro con altri deputati, sotto la supervisione di ex ufficiali dell'esercito e della polizia; si uniscono poi ai volontari civili armati della Difesa Territoriale.

## Premi
Nel 2019, la rivista Novoe Vremija cita Kira Rudyk tra le prime 100 donne di successo in Ucraina  e la rivista Focus nell'elenco dei 33 migliori manager in Ucraina. Nel 2020 Focus l'ha classificata al 34º posto nella classifica delle “100 donne più influenti in Ucraina”.